# کارآزمایی بالینی

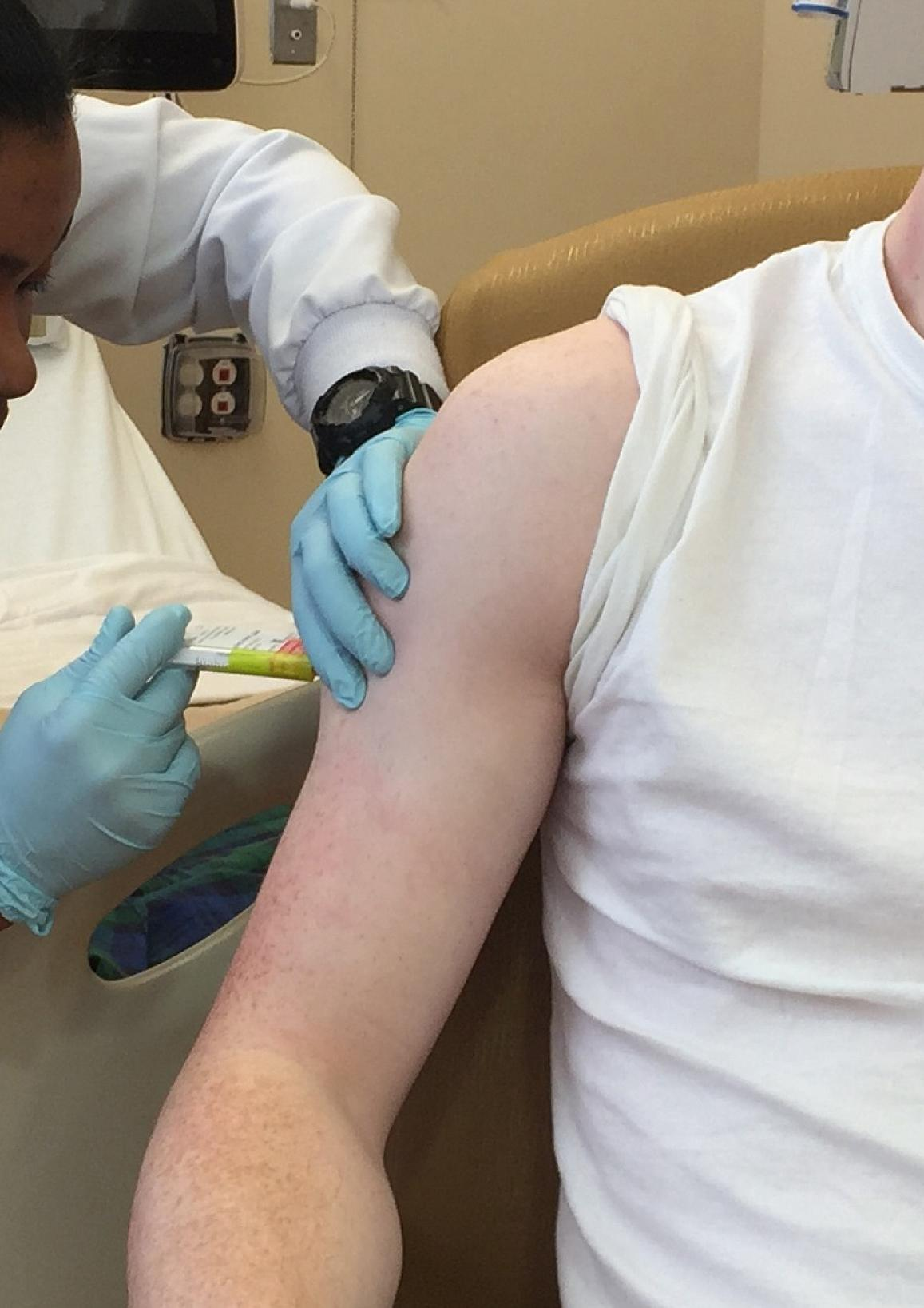
یک شرکت کننده کارآزمایی بالینی در حال دریافت یک تزریق

کارآزمایی‌های بالینی،، مطالعه بالینی، مطالعات پژوهشی زیست‌پزشکی یا رفتاری آینده‌نگر روی شرکت‌کنندگان انسانی هستند که برای پاسخ به سؤالات خاص در مورد مداخلات زیست‌پزشکی یا رفتاری، از جمله درمان‌های جدید (مانند واکسن‌های جدید، داروها، انتخاب‌های غذایی، مکمل‌های غذایی، و تجهیزات پزشکی) و مداخلات شناخته‌شده‌ای طراحی شده‌اند که مستلزم مطالعه و مقایسه بیشتر هستند. کارآزمایی‌های بالینی، داده‌هایی در مورد دوز، بی‌خطری و اثربخشی تولید می‌کنند. این مطالعات فقط پس از دریافت تأییدیه مراجع بهداشتی/ کمیته اخلاق در کشوری که تأیید درمان در آن درخواست شده، انجام می‌شوند. کمیته‌های بررسی مجوز انجام کارآزمایی‌های بالینی موظف هستند نسبت خطر-فایده این مطالعات را بررسی کنند. تأیید آنها به معنای «بی‌خطر بودن» یا مؤثر بودن درمان نیست، بلکه صرفاً اجازه انجام مطالعه است.
بسته به نوع محصول و مرحله توسعه، پژوهشگران ابتدا داوطلبان یا بیماران را در مطالعات اولیه کوچک وارد می‌کنند و متعاقباً مطالعات مقایسه‌ای در مقیاس بزرگتر را انجام می‌دهند. کارآزمایی‌های بالینی می‌توانند از نظر اندازه و هزینه متفاوت باشند؛ می‌توانند شامل یک مرکز تحقیقاتی یا مراکز متعدد (دارای چندین مرکز) بوده و در یک کشور یا چند کشور انجام شوند. هدف طراحی کارآزمایی بالینی، اطمینان از روایی علمی و تکرارپذیری نتایج است.
هزینه کارآزمایی‌های بالینی برای هر داروی تأیید شده می‌تواند میلیاردها دلار باشد. حمایت کننده مالی این مطالعات ممکن است یک سازمان دولتی یا یک شرکت داروسازی، زیست‌فناوری یا تجهیزات پزشکی باشد. برخی از اقدامات ضروری برای آزمایش، مانند نظارت و کار آزمایشگاهی، ممکن است توسط یک شریک برون‌سپاری، مانند یک سازمان تحقیقاتی قراردادی یا یک آزمایشگاه مرکزی مدیریت شوند. تنها ۱۰ درصد از داروهایی که در کارآزمایی‌های بالینی انسانی مورد مطالعه قرار می‌گیرند در نهایت تأیید و به بازار مصرف راه پیدا می‌کنند.

## مرور کلی
کارآزمایی دارو
برخی از کارآزمایی‌های بالینی بر روی افراد سالم بدون مشکل پزشکی قبلی انجام می‌شوند. سایر کارآزمایی‌های بالینی مربوط به افرادی با شرایط خاصی از سلامت است که مایل به آزمایش یک درمان تجربی هستند. پژوهشگران در برخی مواقع مطالعات اولیه انجام می‌دهند تا در طراحی کارآزمایی بالینی بینش پیدا کنند.
دو هدف برای آزمودن درمان‌های پزشکی وجود دارد: اول اینکه آیا این درمان‌ها به اندازه کافی خوب عمل می‌کنند که با مفاهیم «اثربخشی» یا «تأثیر (ابهام‌زدایی)» از آن یاد می‌شود؛ دوم آن که آیا آنها به اندازه کافی بی‌خطر و ایمن هستند که با اصطلاح «بی‌خطری» شناخته می‌شود. هیچ‌یک از این دو هدف ملاک مطلق نیستند. بی‌خطری و اثربخشی نسبت به نحوه استفاده از درمان، سایر درمان‌های موجود و شدت بیماری یا شرایط ارزیابی می‌شوند. به‌طور کلی منافع یک درمان باید بیشتر از خطرات آن باشد. به عنوان مثال، بسیاری از داروهای درمان سرطان دارای عوارض جانبی شدیدی هستند که این عوارض برای مسکن‌هایی که بدون نسخه تجویز می‌شوند قابل قبول نیستند، با این حال داروهای سرطان مورد تأیید قرار گرفته‌اند زیرا تحت نظر پزشک استفاده می‌شوند و برای یک شرایط تهدید کننده زندگی استفاده می‌شوند.
در ایالات متحده، سالمندان ۱۴ درصد از جمعیت را تشکیل می‌دهند، در حالی که بیش از یک سوم مصرف دارو مربوط به آنهاست افراد بالای ۵۵ سال (یا سنین مشابه) اغلب از حضور در کارآزمایی‌های بالینی حذف می‌شوند چرا که به دلیل ابتلا به ناراحتی و بیماری‌های بیشتر و در نتیجه مصرف بیشتر دارو، تفسیر داده‌های مطالعات را پیچیده می‌کنند ضمن این‌که ظرفیت فیزیولوژیکی آنها نسبت به افراد جوان‌تر متفاوت است. کودکان و افرادی که شرایط پزشکی نامرتبطی با ناراحتی تحت مطالعه داشته باشند نیز اغلب کنار گذاشته می‌شوند. زنان باردار نیز در اغلب موارد به دلیل خطرات احتمالی درمان برای جنین کنار گذاشته می‌شوند.
حامی مالی کارآزمایی، مطالعه را با هماهنگی گروهی از محققان بالینی خبره طراحی می‌کند، از جمله اینکه چه درمان‌های جایگزین یا موجودی برای مقایسه با داروی جدید وجود دارد و برای کدام بیماران ممکن است سودمند باشد. چنانچه حامی مالی نتواند آزمودنی‌های کافی را در یک مکان به دست آورد، از پژوهشگران در سایر مکان‌ها دعوت به همکاری خواهد کرد.
در طول کارآزمایی، پژوهشگران افراد با ویژگی‌های از پیش تعیین‌شده را استخدام می‌کنند، درمان(ها) را به کار می‌برند و داده‌های مربوط به سلامت افراد را برای یک دوره زمانی مشخص جمع‌آوری می‌کنند. داده‌ها شامل اندازه‌گیری‌هایی مانند علایم حیاتی، غلظت داروی مورد مطالعه در خون یا بافت‌ها، تغییر در علایم بیمار است و اینکه آیا بهبود یا بدتر شدن وضعیت بیمار تحت تأثیر داروی مورد مطالعه رخ می‌دهد یا خیر. پژوهشگران داده‌ها را برای حامی مالی کارآزمایی ارسال می‌کنند، تا داده‌های تلفیقی را با استفاده از آزمون‌های آماری تجزیه و تحلیل کند.
نمونه‌هایی از اهداف کارآزمایی بالینی شامل ارزیابی بی‌خطری و اثربخشی نسبی یک دارو یا دستگاه است:
- بر روی طیف خاصی از بیماران
- در دوزهای مختلف
- برای یک کاربری جدید
- ارزیابی بهبود اثربخشی در درمان یک بیماری در مقایسه با درمان استاندارد برای آن وضعیت
- ارزیابی دارو یا دستگاه مورد مطالعه نسبت به دو یا چند مداخله از قبل تأیید شده/متداول برای آن وضعیت

در حالی که اکثر کارآزمایی‌های بالینی، مداخله جدید را با یک جایگزین آن مقایسه می‌کنند، برخی از آنها با سه یا چهار جایگزین مورد مقایسه قرار می‌دهند که ممکن است شامل دارونما نیز باشد.
به جز کارآزمایی‌های کوچک و تک‌مرکزی، طراحی و اهداف مطالعه در سندی به نام پروتکل کارآزمایی بالینی مشخص شده‌اند. این پروتکل «راهنمای عملیاتی» کارآزمایی است و تضمین می‌کند که همه محققان کارآزمایی را به روشی مشابه بر روی افراد مشابه انجام می‌دهند و داده‌ها در همه افراد قابل مقایسه هستند.
از آنجایی که یک کارآزمایی برای آزمودن فرضیه‌ها و نظارت دقیق و ارزیابی پیامدها طراحی شده‌است، می‌توان آن را به عنوان یک کاربرد روش علمی، به ویژه مرحله تجربی در نظر گرفت.
رایج‌ترین کارآزمایی‌های بالینی فراورده‌های دارویی، دستگاه‌های پزشکی، زیست‌داروها، سنجش‌های تشخیصی، درمان‌های روان‌شناختی یا سایر مداخلات جدید را ارزیابی می‌کنند. ممکن است قبل از اینکه یک مرجع نظارتی ملی ورود به بازار یک نوآوری را تأیید کند، انجام کارآزمایی‌های بالینی لازم باشد.
کارآزمایی تجهیزات پزشکی
سازندگان دستگاه‌های پزشکی در ایالات متحده همانند سازندگان داروها ملزم به انجام کارآزمایی‌های بالینی برای دریافت تأییدیه قبل از عرضه به بازار هستند. در کارآزمایی دستگاه‌ها ممکن است یک دستگاه جدید با یک درمان شناخته شده مقایسه شود، یا ممکن است دستگاه‌های مشابه با یکدیگر مقایسه شوند. نمونه‌ای از روش اول در زمینه جراحی عروق، کارآزمایی ترمیم باز در مقابل اندوواسکولار (OVER trial) برای درمان آنوریسم آئورت شکمی است که تکنیک قدیمی‌تر ترمیم باز آئورت را با دستگاه ترمیم آنوریسم اندوواسکولار که جدیدتر است مقایسه می‌کند. نمونه‌ای از دومی‌ن روش، کارآزمایی بالینی بر روی دستگاه‌های مکانیکی است که در درمان بی‌اختیاری ادرار زنان بزرگسال استفاده می‌شود.
کارآزمایی رویه‌ها
رویه‌های پزشکی یا جراحی نیز همانند داروها ممکن است تحت کارآزمایی‌های بالینی قرار گیرند، برای مثال مقایسه روش‌های مختلف جراحی فیبروئیدها در درمان ناباروری. اگرچه در شرایطی که انجام کارآزمایی‌های بالینی در مداخلات جراحی اخلاقی نیستند یا از نظر لجستیک امکان‌پذیر نیستند مطالعات مورد-شاهدی جایگزین آنها خواهد شد.

## تاریخچه

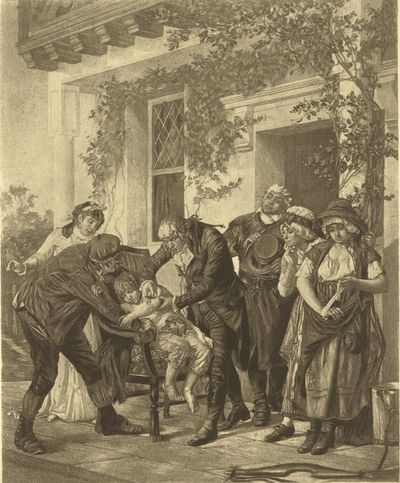
ادوارد جنر در حال واکسینه کردن جیمز فیپس، پسری هشت ساله، در ۱۴ مه ۱۷۹۶. جنر نتوانست از گروه کنترل استفاده کند.

اگرچه در گذشته آزمایش‌های پزشکی اولیه در اغلب موارد انجام می‌شد، اما استفاده از گروه کنترل برای مقایسه دقیق و نشان دادن اثربخشی مداخله، به‌طور کلی وجود نداشت. به عنوان مثال، خانم مری وورتلی مونتاگو، که برای انجام مایه‌کوبی (در آن زمان واریولاسیون نامیده می‌شد) به منظور جلوگیری از آبله مبارزه می‌کرد، ترتیبی داد که هفت زندانی که به اعدام محکوم شده بودند در ازای جان خود تحت تلقیح قرار گیرند. اگرچه آنها زنده ماندند و به آبله مبتلا نشدند، اما هیچ گروه کنترلی برای ارزیابی اینکه آیا این نتیجه ناشی از مایه‌کوبی یا سایر عوامل بود وجود نداشت. آزمون‌های مشابهی که توسط ادوارد جنر بر روی واکسن آبله انجام شد به همان اندازه از نظر مفهومی ناقص بود.
اولین کارآزمایی بالینی مناسب توسط جیمز لیند، پزشک اسکاتلندی انجام شد. بیماری اسکوربوت، که اکنون مشخص شده به دلیل کمبود ویتامین ث ایجاد می‌شود، اغلب اثرات بسیار بدی بر رفاه خدمه سفرهای دریایی طولانی مدت دارد. در سال ۱۷۴۰، نتیجه فاجعه‌بار دریانوردی دور دنیا آنسون توجه بسیاری را در اروپا به خود جلب کرد. از ۱۹۰۰ مرد، ۱۴۰۰ مرد مرده بودند که دلیل مرگ اغلب آنها ابتلا به اسکوربوت بود. جان وودال، جراح نظامی انگلیسی از کمپانی بریتانیایی هند شرقی، مصرف مرکبات (اثر ضد اسکوربوتیک) را از قرن هفدهم توصیه کرده بود، اما استفاده از آنها فراگیر نشد.
لیند اولین کارآزمایی بالینی سیستماتیک را در سال ۱۷۴۷ انجام داد. او یک مکمل غذایی اسیدی را پس از دو ماه حضور در دریا، زمانی که افراد کشتی به بیماری اسکوربوت مبتلا شده بودند، در آزمون خود گنجاند. او دوازده ملوان اسکوربوتیک را به شش گروه دو نفره تقسیم کرد. همه آنها رژیم غذایی مشابهی دریافت کردند، اما علاوه بر این، به گروه یک روزانه یک لیتر شراب سیب، به گروه دو بیست و پنج قطره اکسیر ویتریول (اسید سولفوریک)، به گروه سه شش قاشق سرکه، به گروه چهار نصف پیمانه آب دریا داده شد. گروه پنج دو عدد پرتقال و یک لیمو (ابهام‌زدایی) و گروه آخر یک رب تند (spicy paste) به اضافه یک نوشیدنی آب جو دریافت کردند. درمان گروه پنج پس از ۶ روز که میوه آنها تمام شد متوقف شد که در آن زمان، یکی از ملوانان آماده انجام وظیفه شده بود و دیگری نیز تقریباً بهبود یافته بود. علاوه بر گروه پنج، گروه یک نیز اثراتی از درمان را نشان داد.
پس از سال ۱۷۵۰، کارآزمایی‌های بالینی شکل مدرن به خود گرفت. دکتر جان هیگارث انگلیسی اهمیت گروه کنترل را برای شناسایی صحیح اثر دارونما در مطالعه مشهور خود در مورد یک ابزار درمانی بی‌اثر به نام تراکتورهای پرکینز نشان داد. کار بیشتر در این راستا توسط پزشک برجسته آقای ویلیام گال در دهه ۱۸۶۰ انجام شد.
فردریک اکبر محمد (متوفی ۱۸۸۴)، که در بیمارستان گایز در لندن کار می‌کرد، مشارکت قابل توجهی در فرایند کارآزمایی‌های بالینی داشت، بدین ترتیب که «او نفریت مزمن همراه با پرفشارخونی ثانویه را از آنچه اکنون پرفشارخونی اولیه (اساسی) می‌نامیم مجزا کرد. او همچنین سابقه تحقیقات جمعی را برای انجمن پزشکی بریتانیا راه‌اندازی کرد؛ این سازمان داده‌هایی را از پزشکانی که خارج از محیط بیمارستان طبابت می‌کردند جمع‌آوری کرد و پیشگام کارآزمایی‌های بالینی مشترک مدرن بود.»
کارآزمایی‌های مدرن

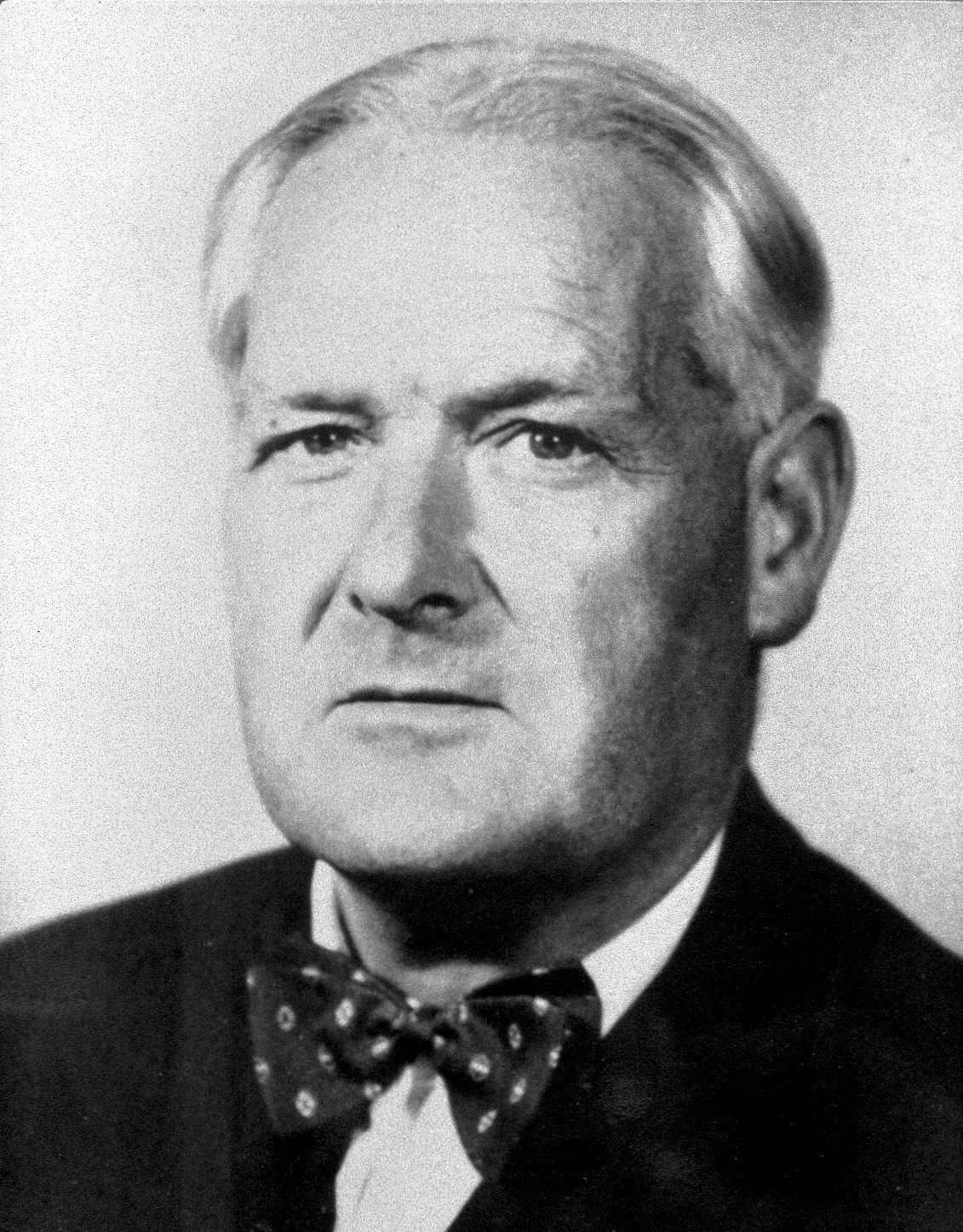
آستین برادفورد هیل نقطه عطف توسعه کارآزمایی‌های بالینی مدرن بود.

رونالد فیشر در حالی که برای ایستگاه آزمایش‌های کشاورزی «روتهامستد» کار می‌کرد، اصول طراحی تجربی (Principles of experimental design) را در دهه ۱۹۲۰ به عنوان روشی دقیق برای طراحی مناسب آزمایش‌ها توسعه داد. از جمله ایده‌های اصلی او، اهمیت تصادفی‌سازی - تخصیص تصادفی افراد به گروه‌های مختلف جهت انجام آزمایش؛ تکرار - برای کاهش عدم قطعیت، اندازه‌گیری‌ها باید تکرار شوند و آزمایش‌ها چند بار انجام شوند تا منابع اختلاف و واریاسیون شناسایی شوند؛ بلوک‌بندی- تنظیم واحدهای آزمایش در گروه‌هایی (بلوک‌ها) که مشابه یکدیگرند، و در نتیجه کاهش منابع اختلاف و واریاسیون نامرتبط؛ استفاده از آزمایش‌های عاملی - در ارزیابی اثرات و برهم‌کنش احتمالی چندین عامل مستقل مؤثر است.
شورای تحقیقات پزشکی بریتانیا اهمیت کارآزمایی‌های بالینی را از دهه ۱۹۳۰ به رسمیت شناخت. این شورا کمیته کارآزمایی‌های درمانی را برای مشاوره و کمک به تنظیم کارآزمایی‌های بالینی کنترل‌شده بر روی محصولات جدیدی که به نظر می‌رسد بر اساس دلایل تجربی در درمان بیماری ارزش دارند، ایجاد کرد.
اولین کارآزمایی درمانی تصادفی شده در واحد تحقیقات سل MRC توسط سر جفری مارشال (۱۹۸۲–۱۸۸۷) انجام شد. این کارآزمایی که بین سال‌های ۱۹۴۶ و ۱۹۴۷ انجام شد، با هدف آزمایش اثربخشی ماده شیمیایی استرپتومایسین در درمان سل ریوی انجام شد. کارآزمایی دوسوکور و کنترل شده با دارونما کنترل شده بود.
روش کارآزمایی‌های بالینی بعداً توسط آستین برادفورد هیل، که در کارآزمایی‌های استرپتومایسین شرکت داشت، بیشتر توسعه یافت. از دهه ۱۹۲۰، هیل آمار را در پزشکی اعمال کرد و در سخنرانی‌های ریاضیدان‌های مشهور از جمله کارل پیرسون شرکت کرد. او به دنبال انجام یک مطالعه مهم با همکاری ریچارد دال در خصوص ارتباط بین سیگار کشیدن و سرطان ریه، به شهرت رسید. آنها یک مطالعه مورد-شاهدی را در سال ۱۹۵۰ انجام دادند که بیماران مبتلا به سرطان ریه را با یک گروه کنترل همسان مقایسه کردند که آغاز یک مطالعه هم‌گروهی (کهورت) آینده‌نگر طولانی مدت با موضوع گسترده‌تر ارتباط بین سیگار کشیدن و سلامت بود که عادت سیگار کشیدن و سلامت بیش از ۳۰٬۰۰۰ پزشک را در یک دوره چند ساله بررسی می‌کرد. گواهی وی برای انتخاب در انجمن سلطنتی او را چنین توصیف کرده‌است: «... راهبر در توسعه روش‌های آزمایشی دقیق در پزشکی که اکنون در سطح ملی و بین‌المللی در ارزیابی ترکیبات جدید درمانی و پیشگیرانه استفاده می‌شود.»
روز جهانی کارآزمایی‌های بالینی هر سال در بیستم ماه مه جشن گرفته می‌شود تا یادبود روزی باشد که جیمز لیند اولین کارآزمایی بالینی تصادفی‌شده را در سال ۱۷۴۷ آغاز کرد.
عناوین اختصاری مورد استفاده در عنوان کارآزمایی‌های بالینی در اغلب موارد ساختگی است و موضوع نقد قرار گرفته‌است.

## انواع
کارآزمایی‌های بالینی بر اساس هدف پژوهشی پژوهشگران طبقه‌بندی می‌شوند.
- در یک مطالعه مشاهده‌ای، پژوهشگران افراد مورد مطالعه را مشاهده کرده و پیامد آنها را اندازه‌گیری می‌کنند. پژوهشگران این دسته از مطالعات را به‌طور فعال مدیریت نمی‌کنند.[۳۲]
- در یک مطالعه مداخله‌ای، پژوهشگران به آزمودنی‌ها یک داروی آزمایشی، روش جراحی، استفاده از دستگاه پزشکی، مداخله تشخیصی یا سایر مداخلات را ارایه می‌دهند تا آنها را با افرادی که هیچ درمانی دریافت نکرده‌اند یا تحت درمان استاندارد هستند مقایسه کنند. سپس پژوهشگران چگونگی تغییر سلامت افراد را ارزیابی می‌کنند.[۳۲]

کارآزمایی بر اساس هدفشان طبقه‌بندی می‌شوند. پس از اعطای تاییدیه برای انجام پژوهش‌های انسانی به حامی کارآزمایی، سازمان غذا و داروی ایالات متحده (FDA) نتایج کارآزمایی را بر اساس انواع زیر سازماندهی و نظارت می‌کند:
- کارآزمایی‌های پیشگیری به دنبال راه‌هایی برای پیشگیری از بیماری در افرادی که هرگز به این بیماری مبتلا نشده‌اند یا جلوگیری از عود بیماری هستند. این رویکردها ممکن است شامل داروها، ویتامین‌ها یا سایر ریزمغذی‌ها، واکسن‌ها یا تغییرات سبک زندگی باشد.
- کارآزمایی‌های غربالگری راه‌هایی را برای شناسایی بیماری‌ها یا شرایط سلامتی خاص آزمون می‌کنند.
- کارآزمایی‌های تشخیصی برای یافتن آزمون‌ها یا روش‌های بهتر تشخیص بیماری یا شرایط خاص انجام می‌شوند.
- کارآزمایی‌های درمانی، داروهای تجربی، ترکیب‌های جدید داروها، یا رویه‌های جدید جراحی یا پرتودرمانی را آزمون می‌کنند.
- کارآزمایی‌های کیفیت زندگی (کارآزمایی‌های مراقبت حمایتی) چگونگی بهبود راحتی و کیفیت مراقبت را برای افراد مبتلا به یک بیماری مزمن ارزیابی می‌کنند.
- کارآزمایی‌های ژنتیکی برای ارزیابی دقت پیش‌بینی اختلالات ژنتیکی انجام می‌شود که احتمال ابتلای فرد به بیماری را تخمین می‌زند.
- کارآزمایی‌های اپیدمیولوژیک با هدف شناسایی علل کلی، الگوها یا کنترل بیماری‌ها در تعداد زیادی از افراد انجام می‌شود.
- کارآزمایی‌های تجویز دلسوزانه (compassionate use) یا کارآزمایی‌های دسترسی گسترده، درمان‌های تا حدی آزمایش‌شده و تأیید نشده را برای تعداد کمی از بیماران که گزینه‌های درمانی دیگری ندارند، ارائه می‌کنند. معمولاً، این شامل بیماری است که هیچ درمان مؤثری برای آن تأیید نشده‌است، یا بیماری که قبلاً در تمام درمان‌های استاندارد شکست خورده‌است و سلامتش آنقدر به خطر افتاده‌است که واجد شرایط شرکت در کارآزمایی‌های بالینی تصادفی شده نیست.[۳۳] معمولاً برای چنین استثناهایی، تأیید مورد به مورد باید توسط FDA و شرکت داروسازی صادر شود.
- کارآزمایی‌های ثابت داده‌های موجود را فقط در طول طراحی کارآزمایی در نظر می‌گیرند، کارآزمایی را بعد از شروع آن اصلاح نمی‌کنند و تا زمانی که مطالعه کامل نشده‌است، نتایج را ارزیابی نمی‌کنند.
- کارآزمایی‌های بالینی تطبیقی از داده‌های موجود برای طراحی کارآزمایی استفاده می‌کنند و سپس از نتایج موقت برای اصلاح کارآزمایی در حین انجام آن استفاده می‌کنند. اصلاحات شامل دوز، اندازه نمونه، داروی تحت آزمایش، معیارهای انتخاب بیمار و ترکیب «کوکتل دارویی» است.[۳۴] کارآزمایی‌های تطبیقی اغلب از یک طرح تجربی بیزی برای ارزیابی پیشرفت کارآزمایی استفاده می‌کنند. در برخی موارد، کارآزمایی به فرایندی مداوم تبدیل شده‌اند که به‌طور منظم درمان‌ها و گروه‌های بیمار را با کسب اطلاعات بیشتر اضافه و حذف می‌کنند.[۳۵] هدف شناسایی سریع‌تر داروهایی است که دارای اثر درمانی هستند و به صفر رساندن جمعیت بیمارانی است که دارو برای آنها مناسب است.[۳۶][۳۷]

کارآزمایی‌های بالینی معمولاً در چهار مرحله انجام می‌شوند که در هر مرحله از تعداد موضوعات و افراد مختلف استفاده می‌شود و هدف‌های متفاوتی برای ایجاد تمرکز بر شناسایی یک اثر را خاص دارد.

### مراحل
کارآزمایی بالینی که شامل داروهای جدید می‌باشد، معمولاً به پنج مرحله طبقه بندی می شوند. هر مرحله از فرایند تایید دارو یک کارآزمایی بالینی جداگانه در نظر گرفته می شود. فرایند توسعه دارو معمولاً طی سال‌های متمادی از طریق فازهای یک تا چهار ادامه می‌یابد که اغلب یک دهه یا بیشتر را در بر می‌گیرد. اگر دارو مراحل یک، دو و سه را با موفقیت پشت سر بگذارد، معمولاً توسط مرجع نظارتی ملی برای استفاده در جمعیت عمومی تأیید می شود. کارآزمایی فاز چهار پس از عرضه دارو، آزمون تشخیصی و یا دستگاه جدید تأیید شده انجام می‌شود و ارزیابی خطرها، مزایا و یا بهترین کاربردها را ارایه می‌دهد.
| فاز           | هدف                                                                                      | توضیحات |
| ------------- | ---------------------------------------------------------------------------------------- | --- |
| فاز صفر (0)   | فارماکودینامیک و فارماکوکینتیک در انسان                                                  | کارآزمایی‌های فاز صفر، آزمایش‌های اختیاری اولیه هستند که در انسان انجام می‌شوند. دوزهای کمتر از مقدار درمانی از دارو یا درمان مورد مطالعه که به تعداد کمی از افراد (معمولاً ۱۰ تا ۱۵ نفر) داده می‌شود تا اطلاعات اولیه در مورد فارماکودینامیک (اثر دارو بر بدن) و فارماکوکینتیک (اثر بدن بر دارو) آن جمع‌آوری شود.[۳۹] کارآزمایی داده‌های جذب، پخش، سوخت‌وساز، و پاکسازی (دفع) دارو و تداخلات داروی مورد آزمایش را مستند می‌کند، تا تأییدیه آنچه که مورد انتظار است را به دست آورد. |
| فاز یک (I)    | غربالگری برای ایمنی                                                                      | معمولا اولین کارازمایی است که بر روی شخص انجام می‌شود. آزمایش برای ارزیابی ایمنی، تعیین محدوده دوز ایمن، و شناسایی اثرات جانبی در گروه کوچکی از افراد (معمولا بین ۲۰ تا ۸۰ نفر) انجام می‌شود.[۱۰] |
| فاز دو (II)   | تعیین اثربخشی اولیه دارو در یک "گروه درمانی"،[۴۰] معمولاً در برابر گروه کنترل[۴۰] دارونما | فاز دو-بخش اول (II-a) به‌طور خاص برای ارزیابی دوز مورد نیاز (چه مقدار دارو باید داده شود) طراحی شده است،[۱۰][۴۱] در حالی که بخش دوم کارآزمایی فاز دو (II-b) برای تعیین اثربخشی طراحی شده است، و بررسی می‌کند که دارو در دوز یا دوزهای تجوز شده چقدر خوب عمل می‌کند (تعیین محدوده دوز درمان)[۴۱] |
| فاز سه (III)  | تایید نهایی ایمنی و اثربخشی                                                              | آزمایش در گروه‌های بزرگی از افراد (معمولا بین ۱۰۰۰ تا ۳۰۰۰ نفر) برای تأیید اثربخشی دارو، ارزیابی اثربخشی، نظارت بر عوارض جانبی انجام می‌شود و آن را با درمان‌های رایج مقایسه می‌کند و اطلاعاتی را جمع‌آوری می‌نماید که امکان استفاده ایمن از آن را فراهم می‌کند.[۱۰] |
| فاز چهار (IV) | مطالعات ایمنی در حین فروش دارو                                                           | مطالعات پس از بازار (postmarketing)، خطرات و مزایا و مصرف بهینه را مشخص می‌کنند. به این ترتیب، آنها در طول عمر دارو در به کارگیری در درمان‌های پزشکی ادامه دارند.[۱۰] |

## طراحی کارآزمایی

### کارآزمایی بالینی تصادفی‌سازی شده
کارآزمایی بالینی تصادفی‌سازی شده (Randomized Clinical Trial): مطالعه‌ای که در آن شرکت کنندگان به‌طور تصادفی در گروه‌های مجزایی قرار می‌گیرند تا محققان درمان‌های مختلف را با هم مقایسه نمایند. محققان و شرکت کنندگان به دلخواه نمی‌توانند گروه‌ها را انتخاب کنند. به‌طور تصادفی قرار دادن شرکت‌کنندگان در گروه‌های مختلف به این معنی می‌باشد که گروه‌ها شبیه هم خواهند بود و اینکه درمان‌هایی را که در مورد شرکت کنندگان صورت می‌گیرد می‌توان به‌طور بی‌طرفانه مقایسه نمود. در هنگام انجام کارآزمایی بالینی، مشخص نیست کدام درمان از همه بهتر می‌باشد.

### کارآزمایی بالینی تصادفی‌سازی نشده
کارآزمایی بالینی تصادفی‌سازی نشده (Nonrandomized Clinical Trial): آزمایشی بالینی که در آن شرکت کنندگان به‌طور تصادفی در گروه‌های مختلف درمان قرار نمی‌گیرند. ممکن است خود شرکت‌کنندگان تصمیم بگیرند در کدام گروه شرکت کنند یا امکان دارد محقق آن‌ها را در گروه‌های مختلف قرار دهد.

### کارآزمایی بالینی شاهددار
آزمایش بالینی شاهددار (Controlled Clinical Trial) :آزمایشی بالینی که شامل گروه مقایسه (شاهد) است. افراد این گروه از درمانی دیگر برخوردار می‌شوند، یا آن‌ها را درمان نمی‌کنند و به آن‌ها دارو نما (پلاسبو) داده می‌شود.

## ملاحظات اخلاقی
یک کمیته مستقل از پزشکان، متخصصان آمار بر روند تصویب کارآزمایی‌های بالینی نظارت می‌کنند. این کمیته باید اطمینان حاصل کند که خطرات کارآزمایی بالینی موردنظر اندک است و منافع بالقوه آن ارزشمند است. در ایران همهٔ کارآزمایی‌های بالینی در پایگاه ثبت کار آزمایی‌های بالینی ثبت می‌شوند.
- رضایت آگاهانه (informed consent)، فرایندی است که در آن حقایق اصلی در مورد کارآزمایی بالینی به فردی که داوطلب شرکت در آن به عنوان آزمودنی است، آموخته می‌شود، تا او تصمیم بگیرد در این کارآزمایی شرکت کند یا نه.

## مفاهیم
- دارونما و گروه کنترل در کارآزمایی بالینی

دارونما یک قرص، مایع، یا پودر بی‌اثر است که هیچ ارزش درمانی ندارد. در کارآزمایی‌های بالینی، درمان‌های تجربی اغلب با دارونماها مورد مقایسه قرار می‌گیرند تا اثربخشی درمان تجربی مورد ارزیابی قرار گیرد. در برخی از کارآزمایی‌ها افرادی که در گروه کنترل (شاهد) قرار دارند، به جای دارو یا درمان تجربی فعال، دارونما دریافت می‌کنند.
کنترل (یا شاهد)، استانداردی است که به وسیلهٔ آن مشاهدات تجربی مورد ارزیابی قرار می‌گیرند. در بسیاری از کارآزمایی‌های بالینی، گروهی از بیماران دارو یا درمان تجربی را دریافت می‌کنند (case group)، در حالی که افراد گروه کنترل (control group)، دارو یا درمان استاندارد رایج برای آن بیماری را دریافت نمی‌کنند یا اینکه از دارونما استفاده می‌کنند.